# San Isidro, Ixhuatlancillo
San Isidro är en ort i Mexiko.   Den ligger i kommunen Ixhuatlancillo och delstaten Veracruz, i den sydöstra delen av landet, 220 km öster om huvudstaden Mexico City. San Isidro ligger 1 417 meter över havet och antalet invånare är 2 168.
Terrängen runt San Isidro är kuperad österut, men västerut är den bergig. Runt San Isidro är det mycket tätbefolkat, med 1 361 invånare per kvadratkilometer. Närmaste större samhälle är Orizaba, 5,1 km sydost om San Isidro. Trakten runt San Isidro består till största delen av jordbruksmark.